# Alfred Bergamin
Alfred Bergamin (Amsterdam, 2 juillet 1908 - Champignelles, 23 juillet 1974) est un militaire français, Compagnon de la Libération. Cadre de sociétés civiles, il est mobilisé lors du déclenchement de la Seconde Guerre mondiale et choisit de rallier la France libre après l'appel du 18 juin. Il participe aux campagnes d'Afrique du nord et à la Libération de la France puis, après la guerre, en Indochine. Une fois démobilisé, il reprend ses activités d'administrateur de sociétés civiles en Asie, en Afrique et en France.

## Biographie

### Jeunesse et engagement
Capitaine au long cours, son père est en poste à Amsterdam aux Pays-Bas lorsqu'Alfred Bergamin naît dans cette ville le 2 juillet 1908. Il y passe les premières années de sa vie et y effectue des études de commerce. En 1927, il part pour l'Extrême-Orient où il est employé dans une compagnie de transport maritime dont il deviendra le directeur.

### Seconde Guerre mondiale
Mobilisé en 1939 comme spécialiste marine, c'est en Chine qu'il entend l'appel du général de Gaulle. En 1941, il parvient à Singapour où il s'engage dans les Forces françaises libres.
Alfred Bergamin est envoyé en Libye où il rejoint les rangs d'un escadron de Spahis marocains commandé par Paul Jourdier et affecté au Groupe de reconnaissance de corps d'armée. Au sein de cette unité, subordonnée à la 8e armée britannique, il participe à la guerre du désert au printemps 1942. Il prend ensuite part à la seconde bataille d'El Alamein où il s'illustre le 6 novembre 1942 quand, en tant que chef de voiture blindée, il assure le chargement de son canon en étant à découvert et sous le feu ennemi, permettant ainsi la destruction de canons antichars ennemis. En août 1943, lors de la formation officielle de la 2e division blindée, il est affecté au 1er régiment de marche de spahis marocains en tant que chef de peloton de reconnaissance.
Transféré en Angleterre en avril 1944, il débarque avec la 2e DB en août en Normandie et prend part à la campagne de libération de la France. Il s'illustre notamment en marge de la libération de Paris en effectuant de périlleuses missions de reconnaissance au sud de Versailles puis lors de la campagne d'Alsace où il contribue à la libération de plusieurs communes dont Obernai. Le 2 décembre 1944, à Kogenheim, il permet à l'infanterie américaine de traverser l'Ill en réduisant au silence la résistance allemande qu'il rencontre à l'avant-garde de sa colonne. Alfred Bergamin suit ensuite la progression de la 2e DB à travers l'Allemagne où il termine la guerre.

### Après-guerre
Toujours dans l'armée, il est envoyé en Indochine et affecté au groupement du lieutenant-colonel Massu. Il est démobilisé en 1947 avec le grade de lieutenant. Il reste dans un premier temps en Indochine puis part pour Hong Kong où il devient directeur d'une entreprise métallurgique. En 1955, il s'établit en Afrique où il gère l'Union commerciale et maritime du Nigeria, du Niger et du Dahomey. En 1962, il s'installe en France où il est administrateur de sociétés. Alfred Bergamin meurt accidentellement le 23 juillet 1974 à Champignelles dans l'Yonne. Il est inhumé à Boulogne-Billancourt.

## Décorations
|  |  |  |
|  |  |  |
|  |  |  |

| Chevalier de la Légion d'honneur[Quand ?] | Chevalier de la Légion d'honneur[Quand ?] | Compagnon de la Libération                                | Compagnon de la Libération                                | Médaille militaire        | Médaille militaire        |
| Croix de guerre 1939-1945                 | Croix de guerre 1939-1945                 | Médaille de la Résistance française                       | Médaille de la Résistance française                       | Médaille coloniale        | Médaille coloniale        |
| Silver Star (États-Unis)                  | Silver Star (États-Unis)                  | Presidential Unit Citation à titre personnel (États-Unis) | Presidential Unit Citation à titre personnel (États-Unis) | Africa Star (Royaume-Uni) | Africa Star (Royaume-Uni) |